# Agrotis transversa
Agrotis transversa là một loài bướm đêm trong họ Noctuidae.